# Endothia
Endothia és un gènere de fongs ascomicots de la família de les crifonectriàcies (Cryphonectriaceae), molt proper al gènere Cryphonectria. Actualment, se'ls considera dos gèneres independents tot i que s'ha demostrat que genèticament estan estretament relacionats.
Els dos gèneres Endothia i Cryphonectria tenen en comú un estroma ataronjat i unes formes anamorfes semblants. Les espècies d'Endothia es diferencien de les de Cryphonectria, perquè tenen un gran estroma superficial i desenvolupen unes ascòspores no septades; mentre que Cryphonectria es caracteritza per un estroma semi-immers i unes ascòspores uniseptades.

## Taxonomia
El gènere Endothia inclou 9 espècies:
- Endothia fluens
- Endothia hypocreoides
- Endothia metrosideri
- Endothia paraguayensis
- Endothia passeriniana
- Endothia pseudoradicalis
- Endothia tephrothele
- Endothia virginiana